# Giuseppe Esposito
Giuseppe Esposito (Pagani, 1º agosto 1956) è un politico italiano.

## Biografia
Dipendente e manager in varie aziende in provincia di Salerno, Segretario dei lavoratori alimentaristi, alla CISL di Battipaglia in qualità di Segretario comprensoriale con la responsabilità delle categorie industriali a Nocera Inferiore. Infine, ha lavorato nella segreteria regionale dei lavoratori tessili CISL della Campania. 
Dal 1993 ha lasciato la Campania per intraprendere la collaborazione con il movimento politico Forza Italia fino al 2008, anno in cui diventa Senatore.
Ha ricoperto diverse cariche di responsabilità in aziende e gruppi industriali di grande importanza nazionali ed esteri, è stato membro dei CdA di Alitalia e di Consip e Consigliere del Comitato organizzatore dei Campionati mondiali di nuoto 2009.
Nel 1998 ha seguito la crescita di un gruppo di consulting italiano ESOR S.p.A. divenendone Presidente. 
Nel sociale, ha svolto diverse esperienze: Direttore Generale presso il Centro Studi Sociali CO.R.SA., per la difesa della salute dei cittadini; Direttore Nazionale dell'Associazione ambientalista KRONOS (1991); Fondatore e presidente del TTS – Centro Studi Sviluppo per le relazioni della Sicurezza.

### Attività politica
Dal 1993 ha collaborato con il movimento politico Forza Italia, svolgendo un ruolo organizzativo nella creazione del partito. 
Dopo la vittoria delle elezioni del marzo 1994 diviene capo segreteria tecnica del Sottosegretario dell'Ambiente nel primo Governo Berlusconi, con la delega ai rapporti internazionali.
Poi per circa 15 anni ha ricoperto il ruolo di Segretario e Coordinatore del Gruppo parlamentare di Forza Italia, presso il Senato della Repubblica.
Eletto Senatore della XVI legislatura nel 2008 nella Circoscrizione Campania, ha ricoperto la carica di Vicepresidente del Co.Pa.S.I.R., Comitato parlamentare Sicurezza della Repubblica ed è stato membro di diverse commissioni:
- IV Commissione permanente (Difesa): Membro dal 10 marzo 2010 al 14 marzo 2013
- V Commissione permanente (Bilancio): Membro dal 22 maggio 2008 al 10 marzo 2010
- XI Commissione permanente (Lavoro, previdenza sociale): Membro dal 22 maggio 2008 al 25 giugno 2008 (in sostituzione del Sottosegretario di Stato Maria Elisabetta Alberti Casellati fino al 25 giugno 2008)
- Commissione parlamentare d'inchiesta sull'esposizione a possibili fattori patogeni, con particolare riferimento all'uso dell'uranio impoverito: Membro dal 24 giugno 2010 al 14 marzo 2013
- Comitato parlamentare per la sicurezza della Repubblica: Membro dal 21 maggio 2008 al 21 maggio 2008; Vicepresidente dal 22 maggio 2008 al 14 marzo 2013
- Commissione parlamentare per l'infanzia e l'adolescenza: Membro dal 24 giugno 2008 al 14 marzo 2013.

Esposito è stato relatore insieme a Giampaolo Bettamio (PdL) e Paolo Amato (PdL) del ddl Rifinanziamento missioni militari approvato al Senato il 27/07/11 con 269 si (PdL, Lega, Coesione Nazionale, Pd, Udc, Fli, Api, Mpa) 12 no (IdV,SvP) e 1 astenuto. Il ddl ha provocato alcune divisioni (poi rientrate con il voto del Carroccio a favore) nella maggioranza dopo le dichiarazioni del viceministro leghista Castelli che esprimeva la sua più totale contrarietà.
Nel 2013 è eletto nuovamente Senatore della XVII legislatura, ricopre l'incarico di Membro della Commissione speciale per l'esame di disegni di legge di conversione di decreti-legge e di altri provvedimenti urgenti presentati dal Governo. 
Il 16 novembre 2013, con la sospensione delle attività del Popolo della Libertà, aderisce al Nuovo Centrodestra guidato da Angelino Alfano.
Nel settembre 2014 ha firmato, assieme ad altri tre parlamentari dell'NCD, Pietro Langella, Federica Chiavaroli e Laura Bianconi, un ordine del giorno in cui si chiedeva di "Estendere il vitalizio anche in caso di scioglimento anticipato della legislatura".
Nella XVII legislatura è stato Vicepresidente del COPASIR.
Il 9 febbraio 2017 lascia NCD e aderisce all'Unione di Centro.